# Municipio de Prairie (condado de Keokuk)
El municipio de Prairie (en inglés: Prairie Township) es un municipio ubicado en el condado de Keokuk en el estado estadounidense de Iowa. En el año 2010 tenía una población de 351 habitantes y una densidad poblacional de 3,83 personas por km².

## Geografía
El municipio de Prairie se encuentra ubicado en las coordenadas 41°27′36″N 92°20′37″O / 41.46000, -92.34361. Según la Oficina del Censo de los Estados Unidos, el municipio tiene una superficie total de 91.76 km², de la cual 91,74 km² corresponden a tierra firme y (0,02 %) 0,02 km² es agua.

## Demografía
Según el censo de 2010, había 351 personas residiendo en el municipio de Prairie. La densidad de población era de 3,83 hab./km². De los 351 habitantes, el municipio de Prairie estaba compuesto por el 99,43 % blancos, el 0,28 % eran asiáticos, el 0,28 % eran de otras razas. Del total de la población el 1,71 % eran hispanos o latinos de cualquier raza.